# The Edge
David Howell Evans poznatiji pod nadimkom The Edge (Barking, 8. kolovoza, 1961.) je gitarist, klavijaturist, jedan od autora pjesama i pomoćni vokal irskog rock sastava U2.
Nakon prve godine života, zajedno s roditeljima Gwendom i Garvinom Evans, te sestrom Gillian i bratom Richardom (poznatiji kao Dick), sele se u Dublin. Odrastao je kao prilično tiho i inteligentno dijete, želja mu je bila, kada odraste, da postane inženjer ili liječnik.
U jesen 1976. prvi se javlja na školski oglas Larryja Mullena za oformljavanje rock sastava i zajedno s bratom Dickom odlazi na sastanak s Larryjem.
Na samom početku je pokazao nadprosječnu vještinu sviranja gitare, tako da njegova pozicija u grupi nikada nije bila dvojbena.
U samom početku djelovanja grupe, Edge, Bono i Larry bavili su se proučavanje kršćanskog produhovljenja i povezanošću s rock glazbom. Adam Clayton, basist grupe nije bio baš predan duhovnoj obnovi ostale trojice. Međutim, iako su tri člana grupe prihvatila grupu kao dugoročno rješenje, Edge nije bio posve siguran. Dvojeći između daljnjeg školovanja i bavljenja rock glazbom isključivo, roditeljima je rekao da uzima godinu predaha da vidi "kamo će ga grupa odvesti". Unatoč uspjehu, tokom October turneje Edge je gotovo pred odlaskom iz grupe. No, Edge prihvaća Bonov savjet da slijedi svoje srce, i ostaje u grupi. 
1983. ženi se Aislinn O'Sullivan, s kojom ima tri kćeri Hollie, Arran i Blue Angel. Otaju u vezi sedam godina, a rastaju se 1996. Edge 1993. započinje vezu s Morleigh Steinberg, trbušnom plesačicom i koreografkinjom na ZOO TV turneji, te dobivaju kćer Sian i sina Levija. Par ozakonjuje vezu 2002.

## Nadimak
Između nekoliko objašnjenja, Bono je izjavio da je The Edge dobio ovaj nadimak zbog specifičnih (oštrih) crta lica i nosa, kao i "neobjašnjive želje za hodanjem po rubu vrlo visokih zidova i zgrada".
| „          | Praktički me svi zovu Edge, ili The Edge ako se radi o svečanoj prilici. David Evans me zovu samo ljudi koji me ne poznaju dobro, primjerice službenici za imigraciju i slično. | ” |
| — The Edge | |   |

## Glazba
Njegov prepoznatljiv zvuk gitare i vibrantan stil sviranja, zajedno s njegovom inovativnom uporabom digitalne obrade zvuka, posebice delaya, pomogli su pri definiranju specifične glazbe grupe U2.
Čovjek čije je baratanje instrumentom (gitara), vjerojatno najprepoznatljivije melodijsko obilježje U2. 
The Joshua Tree je album na kojem je zvuk Edgeove gitare, naročito u pjesmama Where the Streets Have no Name i With Or Without You, prepoznat kao "trademark" U2.
Uz gitarističko umjeće, Edge se u glazbenom izražavanju koristi klavijaturama, te još više kao prateći i glavni (Van Diemen's Land, Numb, te početak Seconds) vokal u U2.
U usporedbi s vodećim gitaristima, Edge koristi više gitara tijekom koncerta. Prema kazivanju svojeg gitarističkog tehničara Dallasa Schooa, tipičan gitarist koristi četiri ili pet gitara tijekom nastupa, dok Edge na turneju ponese 45, za 2,5 sata koncerta svira na njih 17 - 19, a u studiju ih je dvjestotinjak.

## Music Rising
Kao odgovor na razorno uništenje New Orleansa uraganom Katrina, 2005. Edge, zajedno s Bobom Ezrinom i Henryjem Juszkiewiczom osniva humanitarnu organizaciju Music Rising. Cilj organizacije je ponovno uspostavljanje glazbene scene na razorenom području, tako da se nadomjeste instrumenti izgubljeni u uraganu Katrina. 